# Malas intenciones
Malas Intenciones es una canción del grupo de rock Héroes del Silencio de la ciudad española de Zaragoza. La canción se halla en el segundo disco de estudio de la banda, Senderos de Traición. Es la cuarta canción del disco. La canción se caracteriza por un ritmo de guitarra repetitivo y pegadizo. La canción habla de una enemistad, sobre una mala persona y sobre la venganza.

## Discos
La canción aparece por primera vez en Senderos de Traición, pero también ha sido incluida en otros CD de la banda, como en el CD 2 de Canciones 1984-1996, en el CD 2 de The Platinum Collection, en el CD 2 de Tour 2007, y en el DVD Tour 2007, aparece una presentación de la canción tocada en el estadio de La Romareda, con imágenes y escenas de la ciudad de Zaragoza, y del propio grupo tocando la canción.
- Datos: Q5990464